# Козма Пражки
Козма от Прага (на латински: Cosmas Pragensis; ок. 1045 – 1125 г.) е бохемски свещеник, писател и историк, роден в благородническо семейство в Чехия.
Между 1075 и 1081 г. учи в Лиеж. След завръщането си в Чехия става свещеник и се жени за Божетеха, с която вероятно имат един син. През 1086 г. е назначен на престижната позиция пребендарий (canonicus – каноник) на Прага и като такъв пътува из Европа.
Неговия най-голям труд е разделената в 3 книги „История на чехите“ („Chronica Boëmorum“), в която той съчетава легендите за възникването на чешката държавност (например за княгиня Либуше и Пршемисъл Орач) с известни по-късни факти. Основно място в хрониката заемат владетелите Борживой, Свети Вацлав, Бретислав, Свети Войтех, Вратислав и Владислав.